# Jacqueline Saburido
Jacqueline Saburido   (Caracas, 20 de desembre de 1978 - Ciutat de Guatemala, 20 d'abril de 2019) va ser una periodista i activista veneçolana, i supervivent d'un incendi, que va fer campanyes contra la conducció sota els efectes de l'alcohol.
Després d'un accident de cotxe el 1999, Saburido va patir cremades al 60 per cent del seu cos. Va aparèixer en anuncis sobre la conducció sota els efectes de l'alcohol i va ser convidada dues vegades a The Oprah Winfrey Show. També va intentar convertir-se, sense èxit, en la primera pacient de la Gran Bretanya en ser operada per un trasplantament de cara.

## Joventut i accident
Va ser filla única de Rosalia i Amadeo Saburido, i va viure a Caracas durant tota la seva infantesa. Va viure amb el seu pare després del divorci dels seus pares, va estudiar enginyeria amb el propòsit de fer-se càrrec del negoci familiar d'aire condicionat.
El 19 de setembre de 1999, Saburido va assistir a una festa d'aniversari a prop d'Austin (Texas, Estats Units d'Amèrica). Ella i els seus amics van marxar al cap d'unes hores i van acceptar que els portés a casa d'un company de classe. Pel camí, el cotxe en què viatjaven va xocar contra un tot terreny conduït per un jove de 18 anys que havia begut abans. El conductor del cotxe i un passatger del cotxe en què Saburido viatjava van morir, i els altres passatgers van resultar ferits; dels tres supervivents, ella va quedar atrapada al cotxe quan es va incendiar, i no va poder escapar de les flames. Uns socorristes que es trobaven al lloc van intentar apagar el foc i treure la gent del cotxe, però el foc es va propagar abans que poguessin rescatar Saburido. Després va arribar un camió de bombers i va extingir totalment el foc. Van portar Saburido a la unitat de cremades de Galveston.
Saburido va patir cremades de segon i tercer grau a més del 60 per cent del seu cos, però va sobreviure malgrat les expectatives del seu metge. Li van haver d'amputarels dits, però li quedava suficient os en el dit polze per poder reconstruir-ne un altre. Va perdre els cabells, les orelles, el nas, els llavis, la parpella esquerra i gran part de la visió. Saburido es va sotmetre a més de cent-vint operacions reconstructives, entre les quals trasplantaments de còrnia per restaurar l'ull esquerre. Feia menys d'un mes que era als Estats Units i no tenia assegurança mèdica. Les seves factures mèdiques van superar els cinc milions de dòlars.
El juny de 2001, el conductor causant de l'accident va ser condemnat per dos homicidisper conducció en estat d'embriaguesa. Saburido va conèixer personalment el causant de l'accident després del judici i condemna. Saburido va afirmar que aquell home «va destruir la meva vida per complet», però el va perdonar. Sobre aquella trobada, ell va afirmar que allò que més el va colpir és que Saburido li digués que no l'odiava i va afegir: És realment colpidor que algú et pugui mirar als ulls i tenir tanta compassió després de tot el que li he causat».
Saburido figurava entre les vint-i-una persones desfigurades que van sol·licitar sotmetre's a la primera operació de trasplantament de cara que es va dur a terme al Regne Unit, en un hospital de Londres, però no va ser seleccionada. Va continuar buscant altres possibilitats per a un trasplantament de cara en altres països i hospitals.

## Activisme i aparicions als mitjans de comunicació
Saburido va permetre que les seves fotografies posteriors a l'accident s'utilitzessin en els mitjans de comunicació (cartells, anuncis de televisió, i llistes de distribució d'Internet) per il·lustrar un dels possible resultats de la conducció sota els efectes de l'alcohol. És més coneguda per un anunci en què mostrava una foto seva prèvia a l'accident davant de la càmera i després la baixava per mostrar la cara desfigurada mentre deia: «Aquesta sóc jo, després de ser atropellada per un conductor begut». Quan li van preguntar per què va aparèixer a la campanya, Saburido va afirmar «Em sento molt bé fent-ho perquè sé que la gent pot entendre una mica més el que em va passar i per què la meva vida va canviar completament. Així que crec que per a tothom és una bona oportunitat». Per assegurar-se que el material on apareix Saburido que va ser utilitzat en una campanya publicitària pel Departament de Transport de Texas també es pogué utilitzar a les escoles, en els vídeos i les fotografies es va usar una il·luminació suau per millorar el seu aspecte i es van consultar psicòlegs infantils per assegurar-se que el material, tot i que era gràfic, no espantaria la mainada.
Pel que fa a la seva vida després de l'accident, Saburido deia que mai no va renunciar: «Si una persona ensopega, ha d'aixecar-se i seguir endavant. Crec que això és molt important; si no, la vida no tindria gaire sentit». Va aparèixer en el popular programa de televisió The Oprah Winfrey Show el 17 de novembre de 2003. També va ser entrevistada als 60 Minuts d'Austràlia el 14 de març de 2004, i va participar en un documental de Discovery Health sobre trasplantaments de cara. La presentadora de televisió Oprah Winfrey va que Saburido com una persona que havia conegut que definia la «bellesa interior» i que era «una dona que defineix la supervivència».
Quan l'any 2008 el causant de l'accident va sortir de la presó, Saburido va declarar: «No l'odio, no em sento malament perquè estigui fora, pot reconstruir la seva vida de nou». El 20 de maig de 2011, Saburido va aparèixer en un dels últims episodis de The Oprah Winfrey Show, que va estar dedicat als convidats preferits de Winfrey. Saburido va revelar que havia patit més de cent-vint operacions fins aleshores.

## Mort
El 20 d'abril de 2019, Jacqueline Saburido va morir de càncer a la ciutat de Guatemala. La seva família va declarar que s'havia traslladat a Guatemala uns quants anys abans buscant un millor tractament per a la seva malaltia. Saburido va ser enterrada a Caracas.
Segons la campanya de Els rostres de conduir ebri de TxDOT, quan Saburido va morir, la seva història de Saburido ha s'havia explicat pel cap baix unes mil milions de persones a tot el món.